# Шилово (Лотошинский район)
Ши́лово — деревня в Лотошинском районе Московской области России.
Относится к Ошейкинскому сельскому поселению, до реформы 2006 года относилась к Ушаковскому сельскому округу.

## География
Расположена примерно в 10 км к юго-востоку от районного центра — посёлка городского типа Лотошино, на берегу реки Городни — нижнего притока Ламы. Ближайшие населённые пункты — деревни Воробьёво, Горы-Мещерские, Чекчино и Сологино.

## Исторические сведения
До 1929 года входила в состав Ошейкинской волости 2-го стана Волоколамского уезда Московской губернии.
По сведениям 1859 года в деревне было 17 дворов, проживало 155 человек (71 мужчина и 84 женщины), по данным на 1890 год число душ мужского пола составляло 46.
По материалам Всесоюзной переписи населения 1926 года проживало 122 человека (63 мужчины, 59 женщин), насчитывалось 24 крестьянских хозяйства.

## Население
| 1852 | 1859 | 1926 | 2002 | 2006 | 2010 |
| ---- | ---- | ---- | ---- | ---- | ---- |
| 126  | ↗155 | ↘122 | ↘11  | ↘6   | →6   |